# Istmul Kra

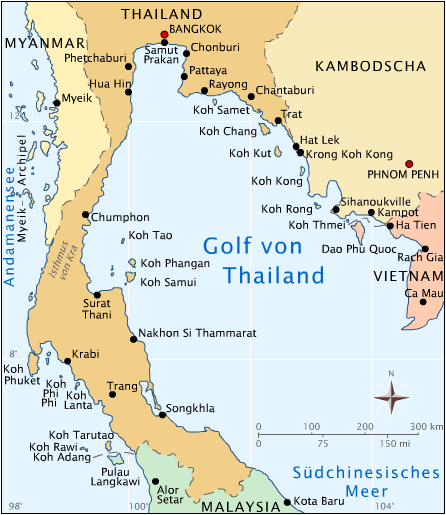
Golful Thailandei şi istmul Kra

Istmul Kra este îngustarea fâșiei de pământ care leagă peninsula Malacca de masa continentului asiatic. 

## Descriere
Partea orientală a istmului aparține Thailandei, iar partea ocidentală aparține provinciei Tanintharyi (Tenasserim) din statul Myanmar. Istmul este scăldat la est de apele golfului Thailandei, care aparține Mării Chinei de Sud, iar partea occidentală a istmului Kra este scăldată de marea Andaman.
Partea cea mai strâmtă, situată între estuarul râului Kra și golful Sawi lângă orașul Chumphon, are o lărgime de 44 km. Înălțimea sa maximă este de 75 de metri deasupra nivelului mării. Istmul poartă denumirea orașului thailandez Kra Buri, situat pe coasta de vest a îngustării de pământ.
Istmul Kra marchează frontiera dintre două părți ale cordilierei centrale, lanțul muntos care vine din Tibet și care traversează întreaga peninsulă. Partea meridională a cordilierei muntoase este denumită lanțul Phuket, iar partea septentrională - lanțul Tenasserim, care se continuă până la trecătoarea celor Trei Pagode.

## Canalul Kra
Canalul Kra sau Canalul Thai se referă la un canal care este în proiect să fie săpat în peninsula Malacca, în zona istmului Kra, pentru a ușura transportul maritim între Golful Thailandei și Marea Andaman, după modelul Canalului Suez sau cel al Canalului Panama. 